# Kontraspionage
Kontraspionage er en efterretningsdisciplin der søger at forebygge, afsløre og bekæmpe spionage.
Kontraspionage udføres af sikkerhedstjenester og efterretningstjenester. 

## Danske forhold
I Danmark er det Politiets Efterretningstjeneste (PET) der har ansvaret for at bedrive kontraspionage inden for landets grænser og Forsvarets Efterretningstjeneste (FE) der har opgaven i udlandet.